# ولیکه لوچه
ولیکه لوچه (اسلوونیایی: Velike Loče) یک زیستگاه انسانی در اسلوونی است که در Hrpelje–Kozina Municipality واقع شده‌است.

## خصوصیات
ولیکه لوچه ۲٫۰۶ کیلومترمربع مساحت و ۴۲ نفر جمعیت دارد و ۵۴۸٫۶ متر بالاتر از سطح دریا واقع شده‌است.